# Timothé Nkada
Timothé Nkada (Rijsel, 20 juli 1999) is een Frans voetballer, die doorgaans speelt als centrumspits. Nkada werd in augustus 2019 gepromoveerd naar het eerste elftal van Stade de Reims.

## Clubcarrière
Nkada is een jeugdspeler van Faches-Thumesnil, Lesquin en Stade Rennais. In augustus 2019 werd hij overgenomen en opgenomen in het eerste elftal van Stade de Reims. Op 1 september 2019 maakte hij zijn debuut op het hoogste Franse niveau. In de met 2–0 gewonnen thuiswedstrijd tegen Lille kwam hij elf minuten voor tijd Boulaye Dia vervangen.

## Clubstatistieken
| Seizoen | Club           | Competitie | Competitie | Competitie | Beker | Beker | Internationaal | Internationaal | Totaal | Totaal |
| Seizoen | Club           | Competitie | Wed.       | Dlp.       | Wed.  | Dlp.  | Wed.           | Dlp.           | Wed.   | Dlp.   |
| ------- | -------------- | ---------- | ---------- | ---------- | ----- | ----- | -------------- | -------------- | ------ | ------ |
| 2019/20 | Stade de Reims | Ligue 1    | 3          | 0          | 0     | 0     | –              | –              | 3      | 0      |
| Totaal  | Totaal         | Totaal     | 3          | 0          | 0     | 0     | 0              | 0              | 3      | 0      |

Bijgewerkt op 4 november 2019.

## Interlandcarrière
Nkada is een voormalig Frans jeugdinternational.